# Società Polisportiva Ars et Labor 1995-1996
Questa pagina raccoglie le informazioni riguardanti la Società Polisportiva Ars et Labor nelle competizioni ufficiali della stagione 1995-1996.

## Stagione
Per la SPAL nella stagione 1995-1996 vi è l'ennesimo tentativo di risalita e l'ennesimo fallimento dell'impresa. Resta l'allenatore Vincenzo Guerini e la squadra viene profondamente rinnovata. Partono Davide Olivares, Michele Paramatti, Girolamo Bizzarri, Rodolfo Vanoli, Gianmario Consonni e Giorgio Zamuner, ci si affida a delle giovani promesse guidate dai veterani Giuseppe Brescia, Sergio Lancini, Andrea Bruniera e Fabio Calcaterra. 
Dopo sole tre giornate di campionato viene esonerato Guerini, lo rileva il siciliano Salvatore Bianchetti che imposta un 4-3-3 con due ali di ruolo. È una SPAL veloce e offensiva, che gioca un bel calcio. La vittoria con la capolista Ravenna all'inizio del girone di ritorno ed una buona serie di risultati fanno sperare nel primo posto che vorrebbe dire promozione diretta, ma qualche frenata di troppo regala solo il secondo posto con 62 punti ed i play-off, che ancora una volta si riveleranno amari. Al termine della pesante sconfitta 3-6 contro il Como degli ex Consonni e Zamuner nella semifinale di ritorno dei play-off, il presidente Donigaglia viene duramente contestato.

## Rosa
| N. |                   | Ruolo | Calciatore         |
| -- | ----------------- | ----- | ------------------ |
|    | Italia (bandiera) | C     | Giuseppe Anaclerio |
|    | Italia (bandiera) | A     | Emiliano Biliotti  |
|    | Italia (bandiera) | D     | Andrea Borsa       |
|    | Italia (bandiera) | P     | Oriano Boschin     |
|    | Italia (bandiera) | C     | Giuseppe Brescia   |
|    | Italia (bandiera) | C     | Andrea Bruniera    |
|    | Italia (bandiera) | D     | Fabio Calcaterra   |
|    | Italia (bandiera) | C     | Marco Caputi       |
|    | Italia (bandiera) | A     | Roberto Colacone   |
|    | Italia (bandiera) | D     | Giovanni Fasce     |
|    | Italia (bandiera) | A     | Carlo Giacchino    |

| N. |                   | Ruolo | Calciatore         |
| -- | ----------------- | ----- | ------------------ |
|    | Italia (bandiera) | C     | Alfonso Greco      |
|    | Italia (bandiera) | A     | Davide Guerzoni    |
|    | Italia (bandiera) | D     | Sergio Lancini     |
|    | Italia (bandiera) | A     | Emiliano Malaccari |
|    | Italia (bandiera) | C     | Antonio Martorella |
|    | Italia (bandiera) | C     | Emiliano Salvetti  |
|    | Italia (bandiera) | P     | Lorenzo Squizzi    |
|    | Italia (bandiera) | D     | Cristian Stellini  |
|    | Italia (bandiera) | C     | Andrea Sussi       |
|    | Italia (bandiera) | C     | Simone Tognon      |
|    | Italia (bandiera) | A     | Gabriele Zagati    |

## Risultati

### Serie C1 (girone A)

#### Girone di andata
| Arbitro: | Vendramin (Castelfranco Veneto) |

|                                |           |              |
| Colacone 37’, 45’ Biliotti 73’ | Marcatori | 60’ Califano |

| Arbitro: | Preschern (Mestre) |

|                            |           |  |
| D'Aloisio 11’ Marrocco 50’ | Marcatori |  |

| Arbitro: | Pirrone (Messina) |

|                  |           |  |
| Fasce 18’ (rig.) | Marcatori |  |

| Arbitro: | Calabrese (Avezzano) |

|  |           |                         |
|  | Marcatori | 45’ Colacone 89’ Tognon |

| Arbitro: | Pin (Conegliano) |

|  |           |            |
|  | Marcatori | 90’ Caputi |

| Arbitro: | Cardella (Torre del Greco) |

|  |           |                         |
|  | Marcatori | 54’ Terraneo 79’ Marzio |

| Arbitro: | Sputore (Vasto) |

|             |           |  |
| Tedoldi 89’ | Marcatori |  |

| Arbitro: | N. Ayroldi (Molfetta) |

|                          |           |  |
| Brescia 70’ Colacone 87’ | Marcatori |  |

| Arbitro: | Nucini (Bergamo) |

|             |           |                          |
| Paolino 62’ | Marcatori | 41’ Fasce 60’ Martorella |

| Arbitro: | Acronzio (Teramo) |

|                |           |  |
| Martorella 50’ | Marcatori |  |

| La Spezia 12 novembre 1995 11ª giornata | Spezia           | 0 – 0 | SPAL | Stadio Alberto Picco\| Arbitro: \| Pizzini (Verona) \| |
| Arbitro:                                | Pizzini (Verona) |       |      |                                                        |

| Arbitro: | Gambino (Barletta) |

|                  |           |           |
| Sussi 49’ (rig.) | Marcatori | 79’ Nitti |

| Carrara 26 novembre 1995 13ª giornata | Carrarese     | 0 – 0 | SPAL | Stadio dei Marmi\| Arbitro: \| Longo (Paola) \| |
| Arbitro:                              | Longo (Paola) |       |      |                                                 |

| Arbitro: | Gregoroni (Napoli) |

|                            |           |  |
| Colacone 44’ Anaclerio 90’ | Marcatori |  |

| Arbitro: | Strazzera (Trapani) |

|               |           |              |
| Lorenzini 77’ | Marcatori | 25’ Biliotti |

| Arbitro: | Castellani (Verona) |

|              |           |                |
| Guerzoni 85’ | Marcatori | 90’ Cancellato |

| Arbitro: | Calabrese (Avezzano) |

|                                  |           |                           |
| Guidoni 8’, 71’ Giorgio 54’, 90’ | Marcatori | 50’ Biliotti 78’ Guerzoni |

#### Girone di ritorno
| Arbitro: | Paparesta (Bari) |

|                  |           |             |
| Mammì 58’ (rig.) | Marcatori | 66’ Brescia |

| Arbitro: | Preschern (Mestre) |

|                            |           |             |
| Martorella 7’ Colacone 10’ | Marcatori | 23’ Schwoch |

| Arbitro: | N. Ayroldi (Molfetta) |

|  |           |                           |
|  | Marcatori | 37’ Biliotti 61’ Colacone |

| Arbitro: | Ingenito (Nocera Inferiore) |

|                |           |             |
| Calcaterra 86’ | Marcatori | 83’ Zamuner |

| Arbitro: | Urbano (Carbonia) |

|                            |           |                    |
| Biliotti 7’ Calcaterra 80’ | Marcatori | 22’ (rig.) Pompini |

| Arbitro: | Rosetti (Torino) |

|            |           |                                    |
| Lugnan 68’ | Marcatori | 20’ (rig.) Calcaterra 46’ Biliotti |

| Arbitro: | Zaltron (Bassano del Grappa) |

|                               |           |  |
| Colacone 26’ Sussi 56’ (rig.) | Marcatori |  |

| Arbitro: | Pizzini (Verona) |

|                |           |  |
| Ferraresso 41’ | Marcatori |  |

| Arbitro: | Manganelli (Milano) |

|                |           |  |
| Calcaterra 70’ | Marcatori |  |

| Arbitro: | Paparesta (Bari) |

|  |           |               |
|  | Marcatori | 4’ Martorella |

| Arbitro: | Sciamanna (Ascoli Piceno) |

|                |           |              |
| Martorella 50’ | Marcatori | 85’ Cecchini |

| Fiorenzuola 14 aprile 1996 29ª giornata | Fiorenzuola        | 0 – 0 | SPAL | Stadio Comunale\| Arbitro: \| Gregoroni (Napoli) \| |
| Arbitro:                                | Gregoroni (Napoli) |       |      |                                                     |

| Arbitro: | Alvino (Salerno) |

|                                   |           |           |
| Fasce 33’ Caputi 38’ Colacone 77’ | Marcatori | 31’ Biagi |

| Arbitro: | Acronzio (Teramo) |

|               |           |  |
| Ferrarese 70’ | Marcatori |  |

| Arbitro: | Cecotti (Udine) |

|                        |           |  |
| Guerzoni 10’ Fasce 51’ | Marcatori |  |

| Arbitro: | Battaglia (Messina) |

|             |           |              |
| Spatari 45’ | Marcatori | 19’ Colacone |

| Arbitro: | N. Ayroldi (Molfetta) |

|              |           |          |
| Colacone 70’ | Marcatori | 60’ Asta |

#### Play-off promozione
| Como 8 giugno 1996 Semifinale di andata | Como               | 0 – 0 | SPAL | Stadio Giuseppe Sinigaglia\| Arbitro: \| Gregoroni (Napoli) \| |
| Arbitro:                                | Gregoroni (Napoli) |       |      |                                                                |

| Arbitro: | Cordela (Torre del Greco) |

|                                  |           |                                                                                   |
| Sussi 6’ (rig.), 74’, 89’ (rig.) | Marcatori | 30’ Consonni 63’ (aut.) Sussi 72’ De Ascentis 77’ Zamuner 86’ Bonomi 90’ Ferrigno |

## Coppa Italia
| Arbitro: | Ferrarini (Parma) |

|                   |           |                |
| Mastini 1’ (rig.) | Marcatori | 34’ Martorella |

| Arbitro: | Lion (Padova) |

|            |           |                                         |
| Zagati 37’ | Marcatori | 56’ Argili 60’ De Franceschi 80’ Damato |